# Cultura e eventos de Plasencia

## Cultura e desporto

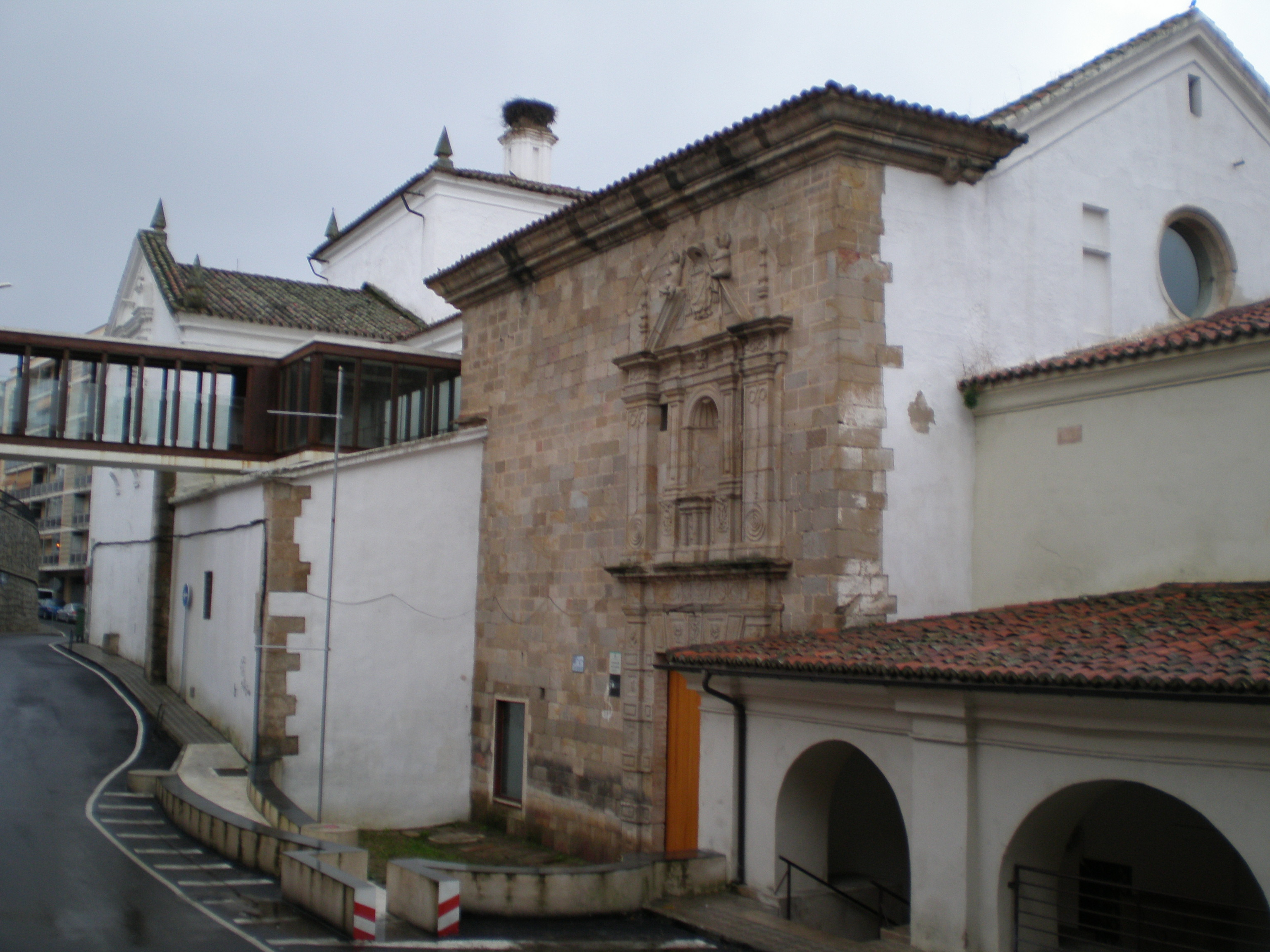
Complexo San Francisco

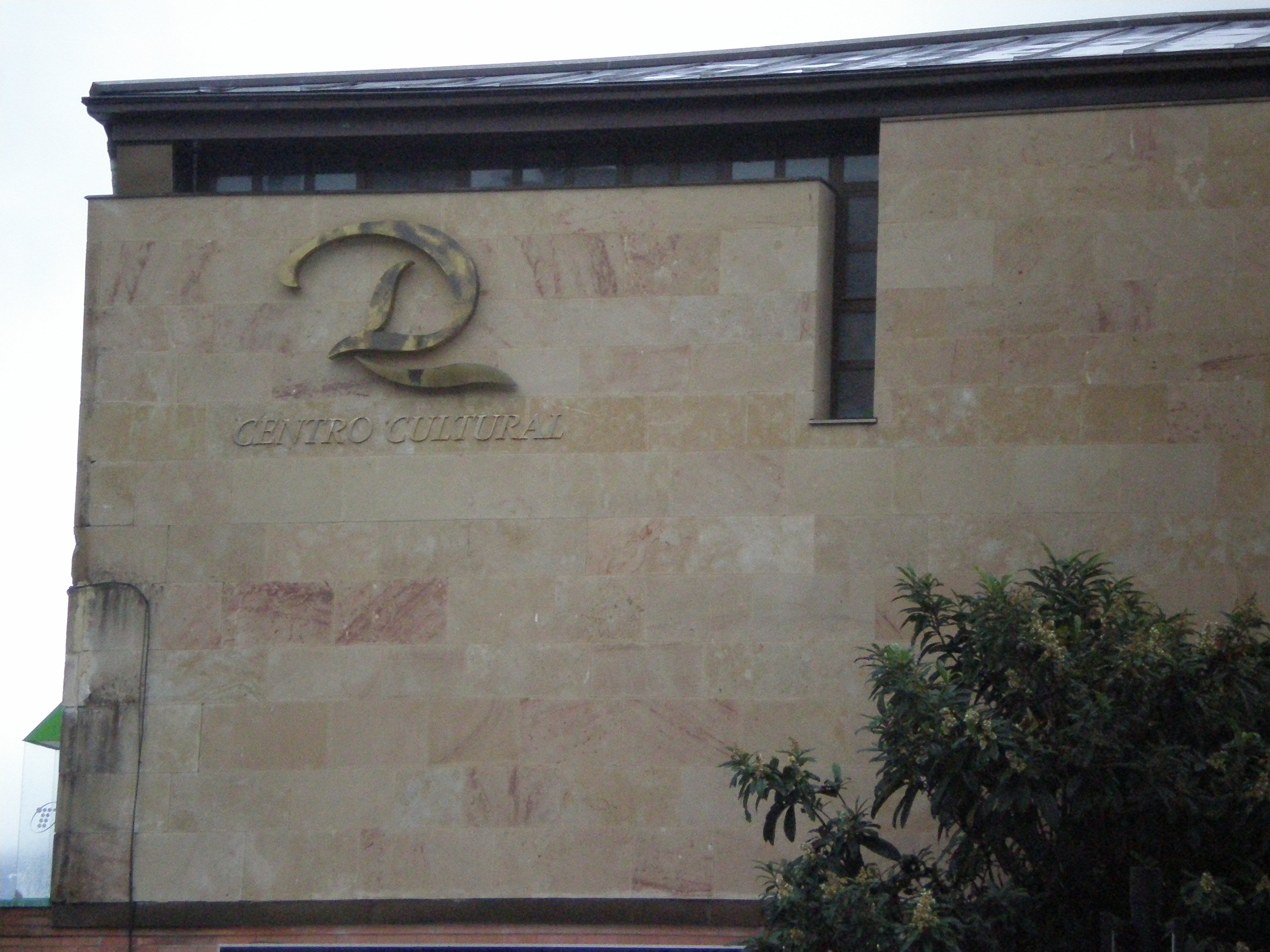
Centro Cultural de Caja Duero

### Museus
- Museu Catedralicio — Situado na Catedral Velha, tem uma colecção de arte sacra e de objetos pré-históricos recolhidas por toda a diocese.[1]

- Museu Municipal — Tem em exposição diversos documentos, objetos e mobiliário que ilustram a história de Plasencia de do ayuntamiento, bem como uma vasta coleção de fotografias históricas.[2]

- Museu Etnográfico Têxtil Provincial, Pérez Enciso — Situado no antigo hospital provincial, acolhe uma vasta coleção de arte popular na forma de bordados e outros materias têxteis de toda a província. Tem duas salas dedicadas à manufatura do linho e da lã, à exposição de trajes típicos da província de Cáceres e objetos da vida quotidiana do passado.[3]

- Museu de Caça do Duque de Arión — Alojado numa das dependências do palácio do marquês de Mirabel, no centro histórico. Mostra uma coleção de peças e troféus de caça.[4]

- Museu dos Andores da Semana Santa — Situado na antiga igreja de Santo Domingo, atualmente conhecida como Igreja de São Vicente Ferrer.[5]

- Centro de Interpretação da Fortaleza e Cidade de Plasencia — Situado na Torre Lucía, uma das principais da muralhas.[6]

- Centro de Interpretação da Água — Situado no moinho de água das Tenerías.[7]

- Aula da Natureza — Um centro de interpretação da natureza situado no Parque Ornitológico de Los Pinos.[8][9]

- Museu de Escultura ao Ar Livre de El Berrocal — Também chamado de Parque de Esculturas, apresenta obras do artista Antonio Blázquez.[10]

Além dos museus acima mencionado, cabe destacar os três  espaços para exposições de arte mais importantes da cidade: o do antigo convento de São Fancisco, que foi posteriormente o "Teatro Sequeira", a galeria da Caja Duero, na Porta de Talavera. e a igreja de São João. Esta última foi a matriz da paróquia do bairro de Toledillo e foi adaptada para albergar não só uma galeria, mas também um auditório e a sede de algumas associações da cidade.

### Pintura

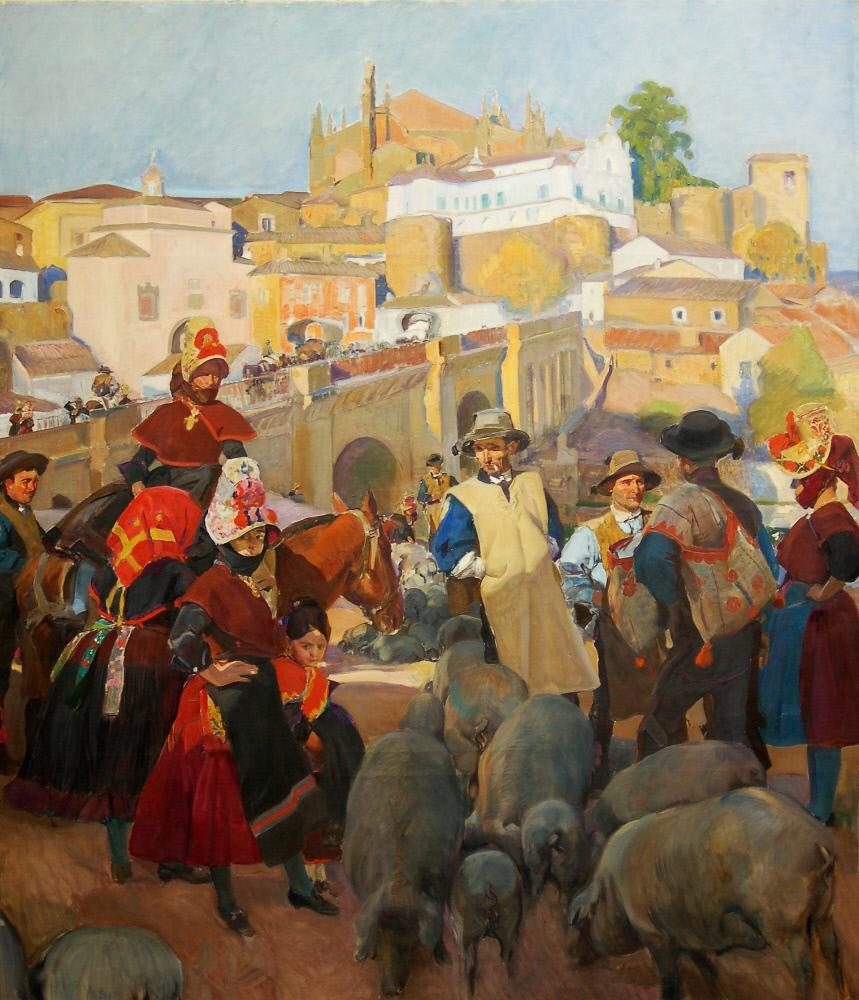
Quadro Extremadura. El mercado, com paisagem placentina de Joaquín Sorolla

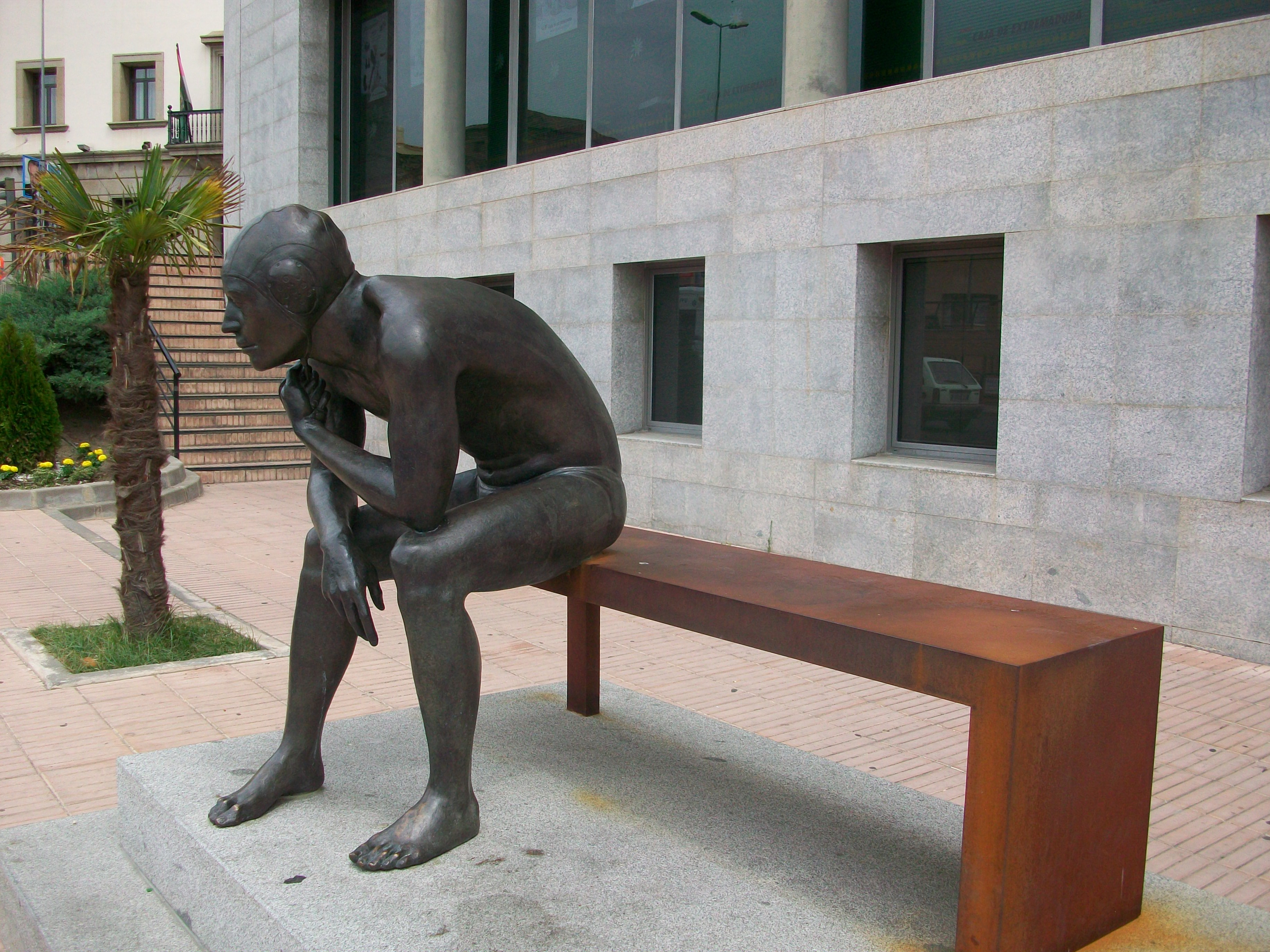
Escultura "El Entrenamiento", de Manuel Mediavilla, junto à sede da Caja de Extremadura

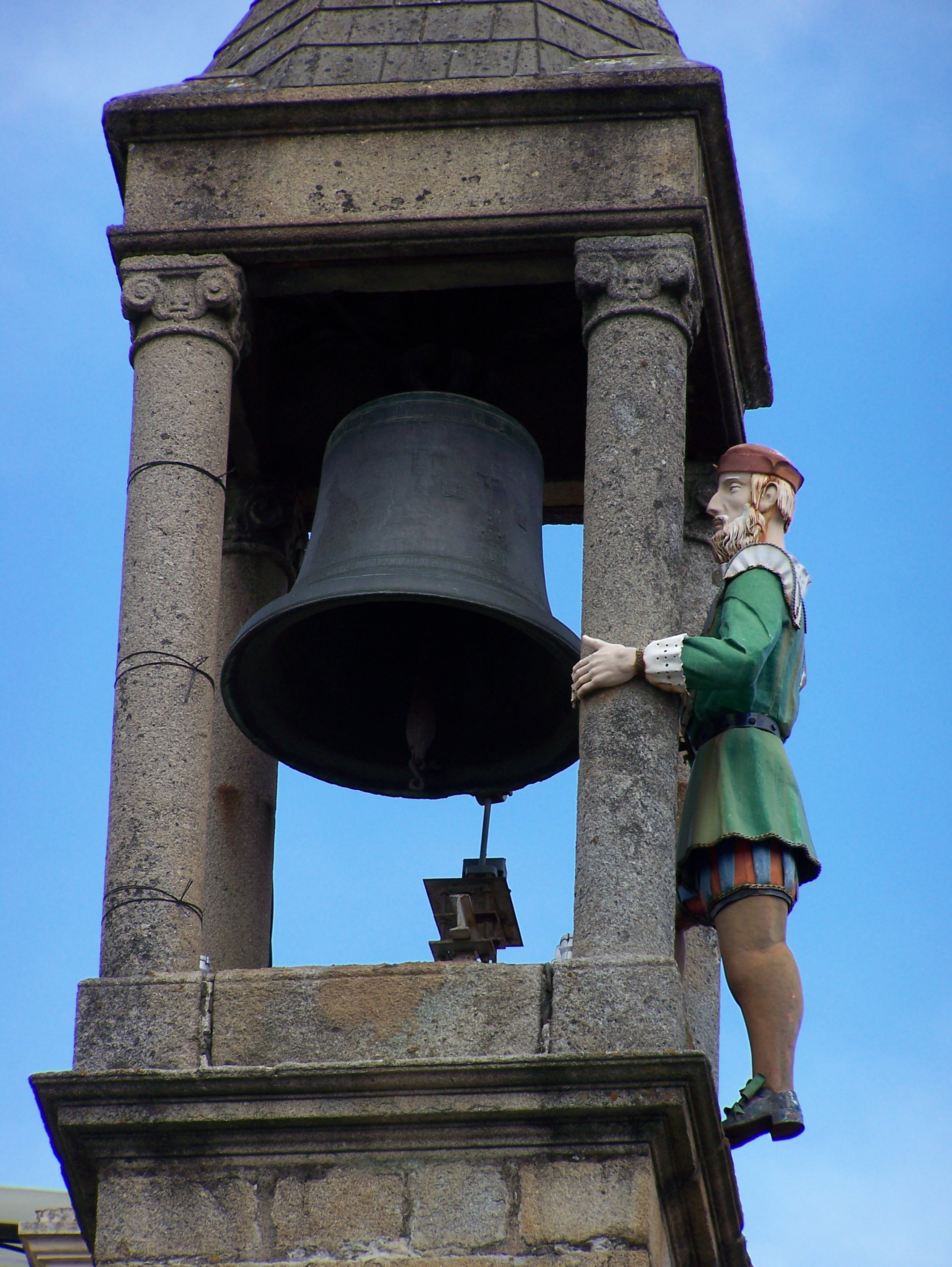
O Abuelo (avô) Mayorga, na torre da sede do Ayuntamiento (Casa Consistorial), Plaza Mayor

No ano de 1917, o pintor valenciano Joaquín Sorolla imortalizou a cidade num dos seus quadros — Extremadura. El mercado, — que mostra a cidade vista desde as margens dos rio Jerte, com o paço episcopal, a catedral, a ponte de Trujillo e mulheres ataviadas com o traje de Montehermoso (uma localidade próxima de Plasencia). O quadro faz parte de uma série de 14 grandes telas intitulada "Visões de Espanha", encomendada a Sorolla pelo magnata americano Archer Milton Huntington, destinada a decorar uma das salas mais importantes do museu da Hispanic Society of America, em Nova Iorque.
Cabe destacar dois certames de pintura que ocorrem em Plasencia:
- Salão de Outono — Patrocinado pela Caja de Extremadura, realiza-se desde os anos 1970. Graças a ele a entidade bancária dotou-se de uma importante coleção de pintura contemporânea. Em 2010 decorrriam obras de reabilitação no convento das Carmelitas Descalças destinadas a  alojar esta importante coleção.[16]

- Certame de pintura da UNED — Realiza-se anualmente desde 1997. Os quadros premiados passam a fazer parte da coleção do centro da Universidade Nacional de Educação à Distância (UNED) de Plasencia.[17]

### Escultura
Desde 2006 que se realiza em Plasencia o Concurso Internacional de Escultura de Caja de Extremadura, que foi criado para comemorar o centenário da fundação da Caja de Ahorros de Plasencia. As obras premiadas são instaladas em diferentes pontos da cidade, dado que um dos objetivos do concurso é converter Plasencia num museu de escultura ao ar livre. Até 2009 tinham sido premiadas duas obras: El Entrenamiento, do malaguenho Manuel Mediavilla e El Espacio Recorrido da madrilena Mar Soler.

### Festivais de música, cinema e teatro
- Festival internacional de música folk Plasencia — Realizado pela primeira vez em 1994, tem lugar no mês de agosto, no recinto da Torre Lucía, reunindo alguns dos melhores grupos do folk internacional. Além dos concertos junto à torre, há ainda marchas musicais pelas ruas, cursos, ateliers, exposições e outros concertos no centro cultural Las Claras.[20]

- Semana Internacional da Música Sacra — Tem lugar na catedral, noutras igrejas da cidade e no Teatro Alkázar.[21]

- Concurso de Cante Flamenco Mayorga-Ciudad de Plasencia.[22][23]

- Festival Alternativo del Norte — Realiza-se no recinto do El Berrocal. A música contemporânea e o rock são a tónica deste festival.[24]

- Certame Internacional de Tunas Ciudad de Plasencia[25][26]

- Festival Techno Meeting — 24 horas de música electrónica; realiza-se no recinto de feiras.[27]
- Gumiparty — Festival que tenta aproximar e dar a conhecer a cultura atual japonesa, através de numerosas atuações e atividades, centradas especialmente no manga, anime, videojogos e nas demais culturas do ócio do Japão, mas com lugar também para a gastronomia e na história do país. Os participantes do evento podem levar o seu computador para jogar online e trocar ficheiros através duma rede local.[28]

- Fat Festival — Festival de música de cinco estilos diferentes e espectáculos de skate. Realiza-se no inverno, no pavilhão do El Berrocal.[29]

### Prémio de investigação histórica sobre Plasencia
A Associação Cultural Pedro de Trejo promove anualmente este prémio com o objetivo de incentivar a investigação e conhecer melhor a evolução histórica de Plasencia e seus arredores.

### Feiras e festas

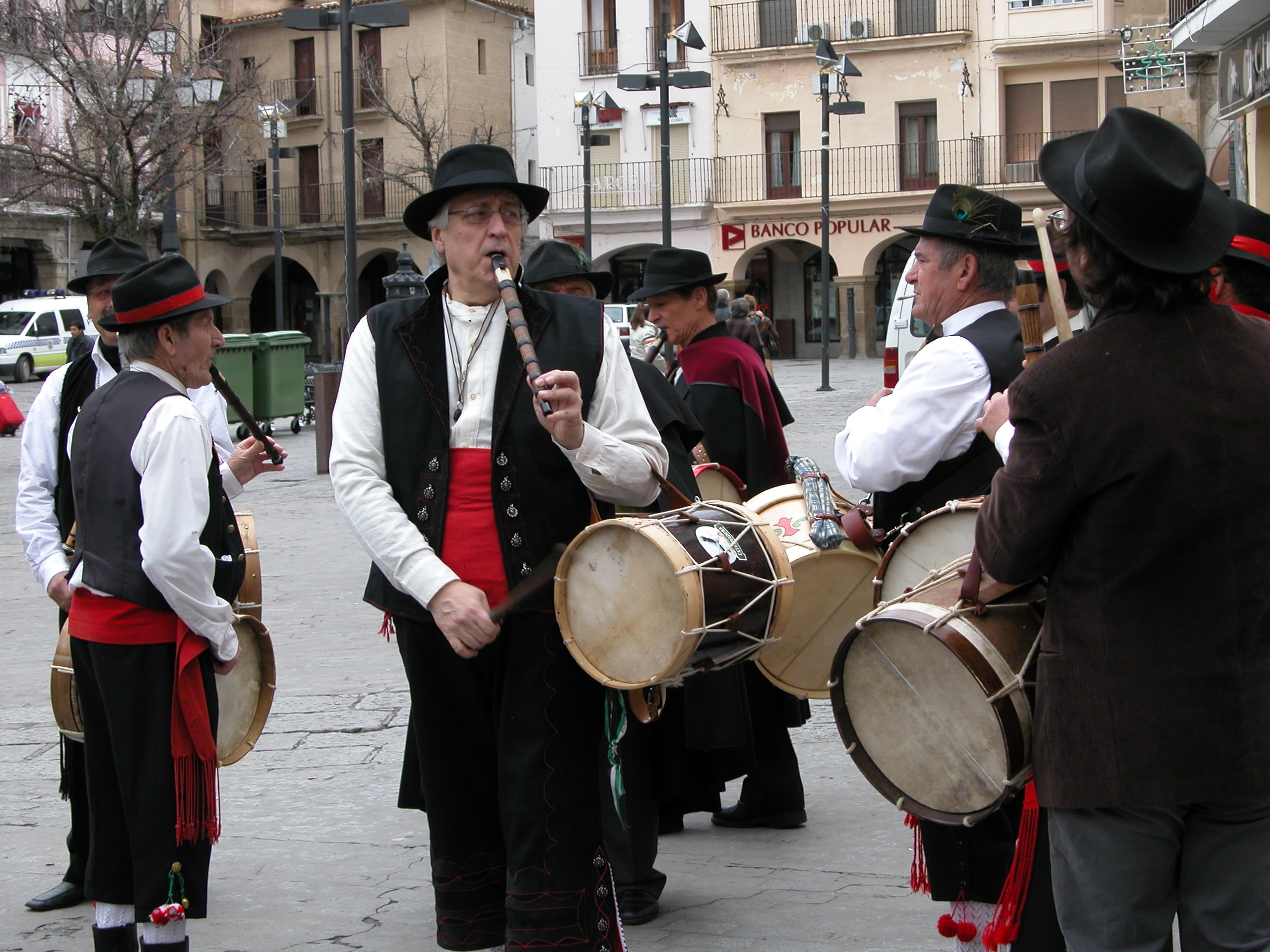
Tamborileiros preparando-se para tocar no dia de São Fulgêncio de Cartagena

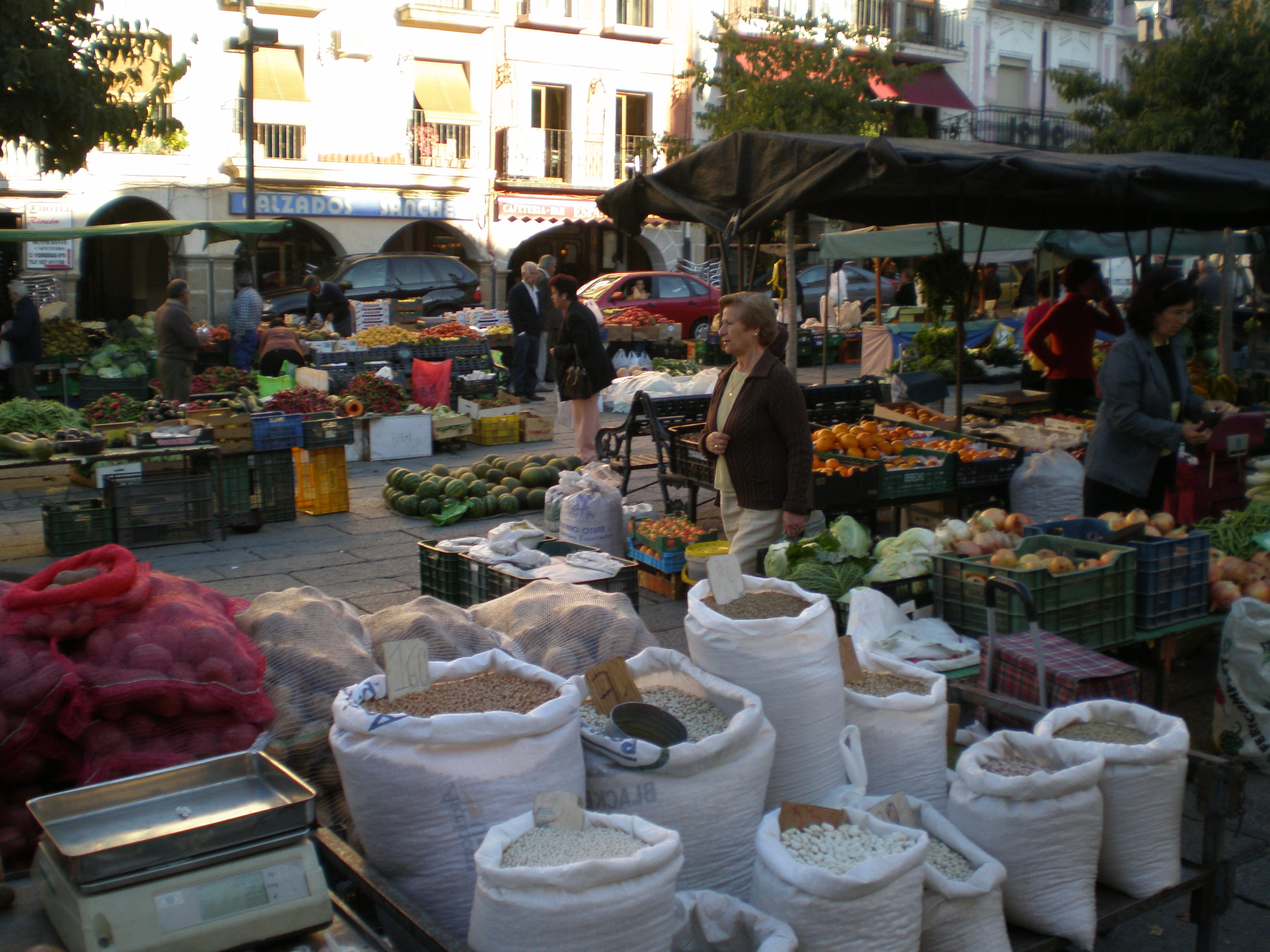
Mercado de Martes (terça-feira) na Plza Mayor

- Feira de Plasencia — Tem lugar no segundo fim de semana de junho e dura vários dias. Durante as manhãs a animação acontece nas ruas da zona centro, que ficam repletas de gente que se diverte ao compasso das charangas que percorrem as ruas. Durante as tardes realizam-se touradas com as principais figuras do toureio. Durante as noites a animação decorre no recinto de feiras de El Berrocal, onde ficam instaladas as atrações e barracas da feira.[31][32]

- Martes Mayor — A terça-feira (em castelhano:  martes) é sempre dia de mercado na Plaza Mayor, mas a primeira do mês de agosto tem especial realce, devido à presença maciça de veraneantes que acorrem à cidade procedentes de todas as localidades dos arredores. Além da Plaza Mayor, a feira estende-se pelas ruas vizinhas. Durante o mercado é realizado um concurso e exposição de frutas e verduras, havendo prémios para diversas categorias. A festividade foi declarada "Festa de Interesse Turístico Regional" pela Junta da Estremadura. Acredita-se que  se realiza desde o tempo da fundação da cidade no século XII.[33]

- Feira da tapa — Realiza-se geralmente nos meses de outono. Nela participam a maioria dos bares e restaurantes da cidade, que propoem petiscos especiais para degustação e se submetem a uma votação do público e de um júri profissional.[34][35]

- Encontros Gastronómicos Zona Norte de Estremadura — Realizam-se anualmente entre abril e maio e contam com a participação dos melhores cozinheiros da zona. Em cada ano decorre num estabelecimento diferente.[35]

- São Fulgêncio de Cartagena — Padroeiro da cidade, celebra-se a 16 de janeiro. Na noite anterior tem lugar a festa conhecida como Noche de Antruejos[o], durante a qual era costume as pessoas mascararem-se. Neste dia, as associações e o Ayuntamiento oferecem desgustação de vinhos, licores, doces típicos e  migas estremenhas.[p][36]

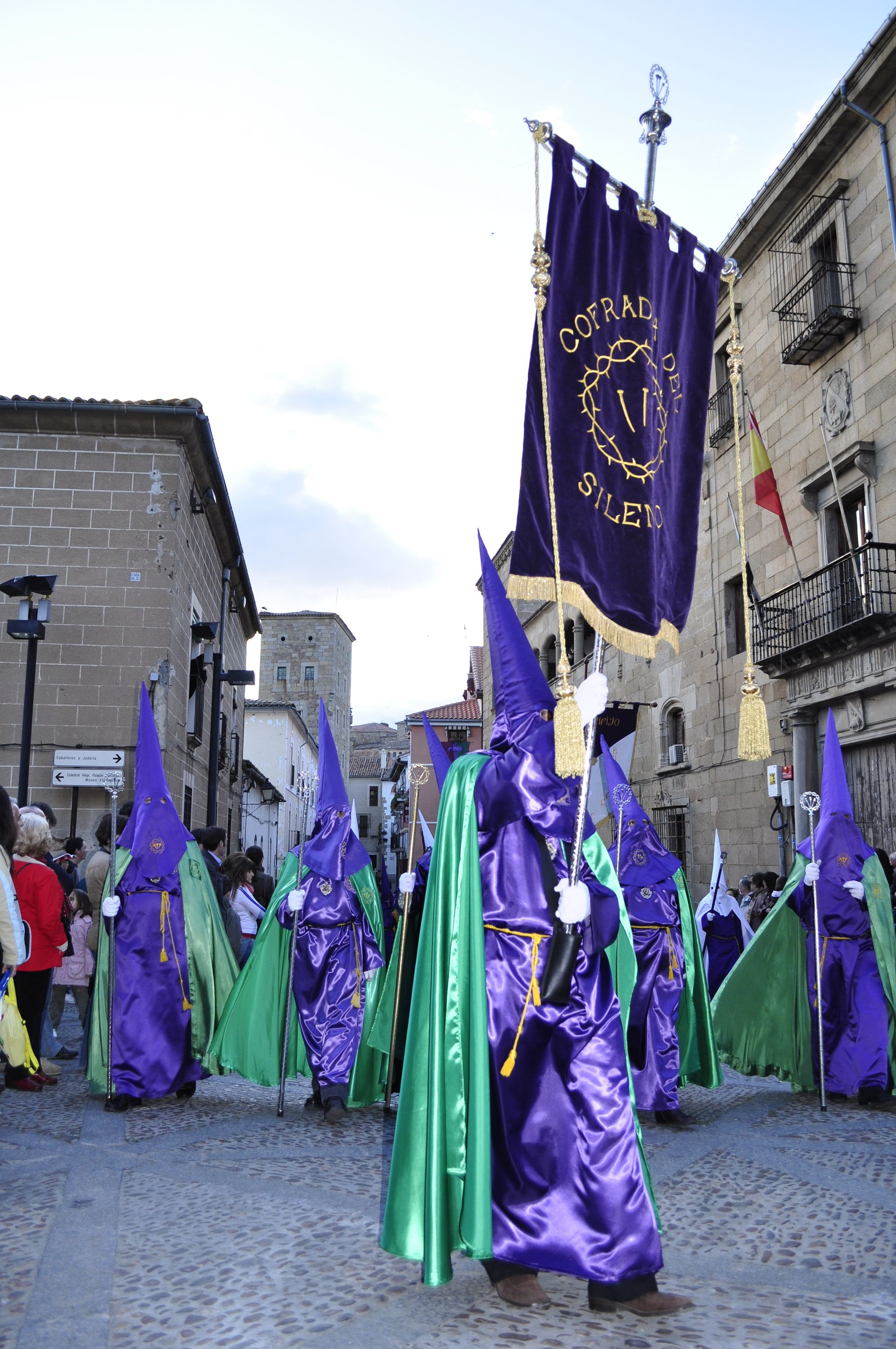
Procissão da Semana Santa em Plasencia

#### Semana Santa placentina
A Semana Santa é um grande acontecimento em Plasencia, com grandes procissões muito participadas e coloridas, organizadas pelas várias confrarias da cidade. A Semana Santa de Plasencia está classificada como "Festa de Interesse Turístico Regional" pela Junta da Estremadura e aspira converter-se em "Festa de Interesse Turístico Nacional".

#### Associações culturais
Estão registadas no Ayuntamiento numerosas associações culturais de todos os tipos. No sítio web do Ayuntamiento está uma lista completa de todas elas.

#### Centros culturais
- Centro cultural Las Claras — Centro de interpretação da cidade de Plasencia. Organiza exposições, congressos, conferências, debates, cursos, etc.[39]

- Complexo cultural Santa Maria — Acolhe o Conservatório Profissional de Música García Matos, a Escola de Belas Artes Rodrigo Alemán e uma escola de dança. Tem um auditório e uma sala de exposições.[39]

- Teatro Alkázar — Principal referência da vida cultural placentina, é um teatro do final do século XIX. Além de teatro, serviu de salão de festas e de cinema. Foi restaurado recentemente, após ter-se evitado a sua demolição. É uma das principais salas de espectáculos da região.[39]

- Auditório de Santa Ana — Propriedade da Caja de Extremadura, ocupa a antiga igreja de Santa Ana. É usado frequentemente para concertos de música clássica e para projeção de filmes da escola de cinema da Caja de Extremadura.[39]

- Ateneo Ciudad de Plasencia — É uma associação cultural baseada na liberdade de pensamento dos seus membros, vocacionada para a difusão da cultura em geral entre os seus associados e entre os cidadãos de Plasencia e arredores. Promove vários tipos de atividades, como cursos de musicologia, teatro, xadrez, conferências e debates sobre ciência, humanismo, arte em geral e literatura e artes plásticas em particular.[38] Tem também uma orquestra de guitarra e púa (plectro)[40] e uma secção de arqueologia.[41] A associação foi fundada em 2002 e é membro fundador  do Centro UNESCO da Estremadura.[42]

#### Bibliotecas
A biblioteca municipal foi inaugurada em 1981 e situa-se da rua de Trujillo. Tem aproximadamente 50 000 volumes, incluindo novos suportes, como DVD, CD, etc, além de cerca de 250 publicações periódicas. Tem uma secção infantil e juvenil independente e uma secção de audiovisuais, ambas criadas em 2002, e uma sala de Internet. Oferece serviços de empréstimos, informação bibliográfica, livros pedidos, etc.
Além da biblioteca municipal, existem ainda duas bibliotecas de bairro, uma no bairro de La Data e outra no bairro de São Miguel.

### Gastronomia

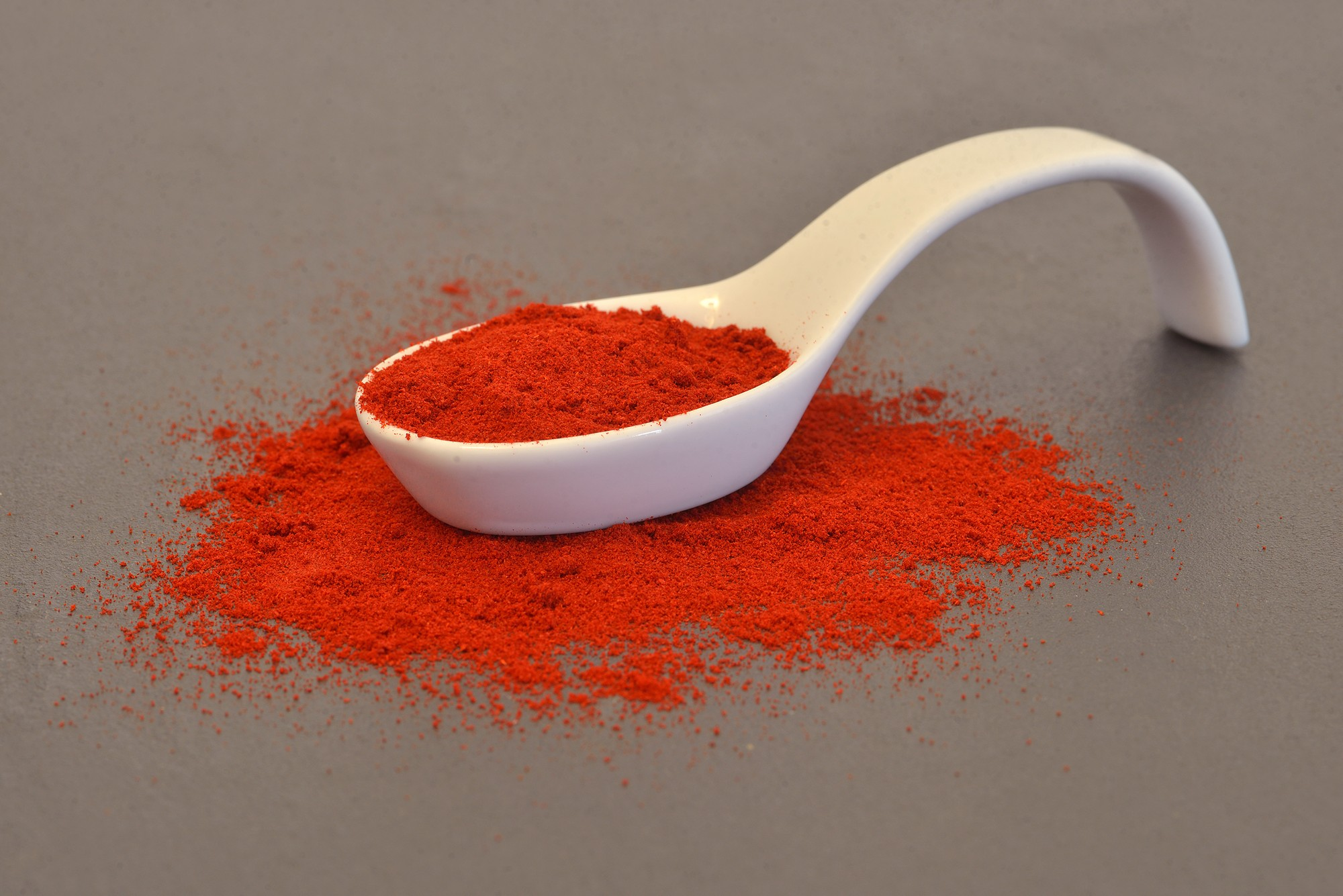
Pimentão, ingrediente da gastronomía placentina

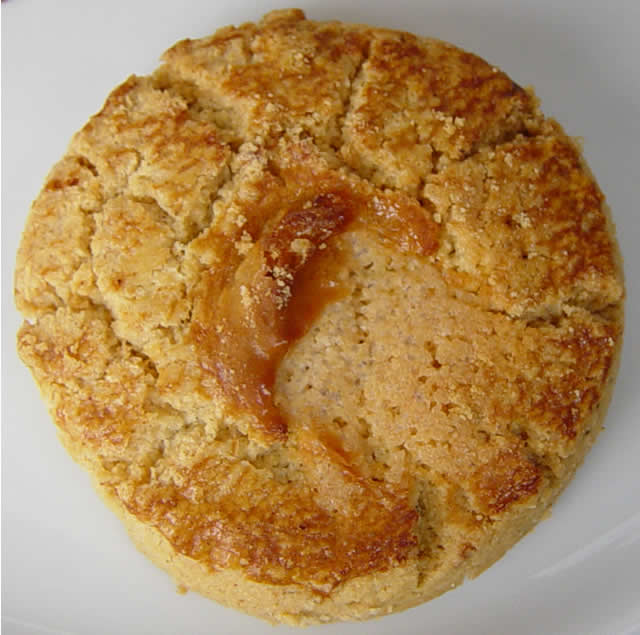
Perrunilla, um doce típico placentino

A gastronomia placentina está muito relacionada com os produtos que se encontram na região. No mercado de Martes (terça-feira) podem encontrar-se todas as frutas e hortaliças dos regadios vizinhos, o pimentão de La Vera, mel, pólen de Las Hurdes, enchidos, queijos, espargos, confeitaria tradicional, etc.
Na comida caseira existem as sopas canas (à base de pão e leite), as batatas em escabeche, o revuelto de criadillas (ovos mexidos com testículos), o solomillo (lombo) de javali e os lagartos em molho verde com alho e salsa. Também são muito consumidos os produtos derivados do porco, como o presunto, morcelas e outros enchidos, tec. Das frutas frescas destacam-se os melões, morangos e cereja. Na confeitaria são de referir as perrunillas (biscoitos), buñuelos de viento (bolas de massa fritas), rosquillas de alfajores (rodelas delgadas de massa juntas com doce), pestiños (massa frita), hornazos (espécie de bôla ou empadão) e mantecados (amassado com banha).
Nos numerosos restaurantes podem degustar-se os pratos típicos estremenhos: salada de zorongollo, migas[p], espargos, morcelas patateras (com batata) e calabaceras (com abóbora), calderetas (caldeirada ou ensopado) de cabrito ou borrego, além de trutas e tencas produzidas na zona. Um produto típico de pastelaria são os bombons de figo ou bolota com aguardente de cereja. Nas temporadas adequadas existem coxas de rã e caracóis. Um hábito muito arreigado na cidade é o de tapeo (petisco), tanto ao meio-dia como ao fim da tarde e início da noite, alturas do dia preferidas para saborear as tapas (petiscos) da gastronomia local.
Ao longo do ano celebram-se várias festas, jornadas e feiras nas quais a gastronomia é um aspeto importante, como a Feira da Tapa, Martes Mayor e outras realizadas individualmente  por restaurantes da cidade.

### Tauromaquia

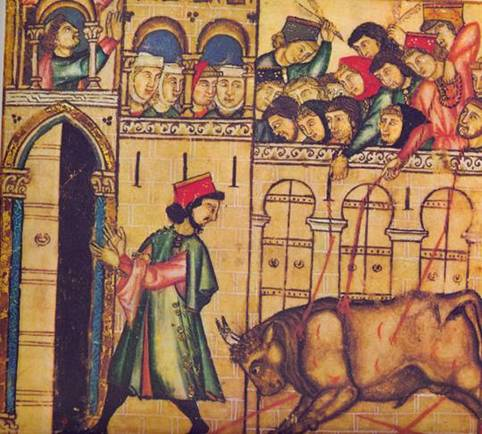
Cantiga 144 da obra medieval Cantigas de Santa Maria, referida ao "Touro de Plasencia"

A cidade e a região teem uma vasta e antiga tradição tauromáquica. A primeira referência escrita sobre touradas em Plasencia encontra-se nas Cantigas de Santa Maria, de Afonso X de Leão e Castela, o Sábio, do século XIII, no chamado "Touro de Plasencia", na qual se narra o que aconteceu numa corrida de touros celebrada na Plaza Mayor.
A praça de touros, inaugurada em 1882, foi construída nos terrenos do Cotillo de San Antón por uma sociedade de placentinos criada para o efeito, que emitiu ações de 25 pesetas para o financiamento. O projeto ficou a cargo do arquiteto municipal Vicente Paredes Guillén. Na inauguração, touros da ganadaria de Trespalacios foram lidados pelos ilustres toureiros Cara-Ancha e Frascuelo.
Em 1894 a praça sofreu um incêndio que destruiu as barreiras e assentos, construídos em madeira. Por não ter meios para a reconstruir, a sociedade cedeu a praça ao ayuntamiento, que a reconstruiu com a traça atual. A reinauguração ocorreu em 1896, ano em que se organizaram duas touradas. Durante a reconstrução a madeira foi substituída por granito nas partes ardidas. A praça, considerada de segunda categoria, é uma construção de dois pisos, com capacidade para 6 800 espectadores. O redondel tem 45 metros de diâmetro.  Está classificada como "Bem de Interesse Cultural" pela Junta da Estremadura.
As touradas mais importantes teem lugar durante a Feira de Junho, durante a qual decorrem três ou quatro corridas com a participação de toureiros dos mais elevados escalões. Além destas, há também uma tourada no Martes Mayor, na primeira terça-feira de agosto, e várias novilhadas de promoção. Embora propriedade do ayuntamiento, a praça é gerida por uma empresa privada.

### Desporto
Plasencia conta com diversas desportivas, na sua maior parte construídas e geridas pelo ayuntamiento. A Cidade Desportiva Municipal (Ciudad Deportiva Municipal) é um complexo polidesportivo com 108 000 m² que inclui um estádio e dois campos de futebol, piscinas ao ar livre, dois pavilhões, um ginásio com sala de musculação, dois muros de escalada (um coberto e outro ao ar livre), uma pista de atletismo, quatro campos de ténis, onze campos de pádel, um rinque de patinagem, um campo de basquetebol, uma pista de ciclismo de cross e três campos de pelota basca. Outras estruturas desportivas municipais incluem uma piscina coberta e aquecida, e pelo menos vinte espaços espalhados pela cidade, como campos de futebol,  pavilhões, petanca, pádel e calva (um jogo tradicional espanhol semelhante à petanca). O Club Deportivo y Social Ciudad de Plasencia tem também instalações desportivas próprias. Segundo o ayuntamiento, mais de 10 000 placentinos praticam desporto assiduamente.
Os principais clubes de futebol da cidade são a União Polidesportiva Plasencia (UP Plasencia) e o Agrupamento Desportivo Cidade de Plasencia (AD Ciudad de Plasencia).
A UP Plasencia foi fundada em 1945 que já jogou cinco vezes na 2ª divisão espanhola nos últimos 25 anos, mas desde 1999 que não vai além da 3ª divisão, onde foi campeão em 1985 e em 1992. Na temporada de 2009-10 jogou no "Grupo I de la Regional Preferente de Extremadura", tendo voltado à 3ª divisão espanhola, grupo XIV (Estremadura), em 2010-11. Tem uma escola de futebol para jovens de ambos os sexos com idades compreendidas entre os 7 e os 18 anos.
O AD Ciudad de Plasencia foi fundado em 1998. Em 2009 a equipa masculina estava na 3ª divisão espanhola, no grupo da Estremadura. A equipa feminina está na 1ª divisão espanhola em 2010-11. Tem uma escola para jovens com idades compreendidas entre os 7 e os 18 anos.
O Clube de Basquetebol Plasencia Ambroz foi fundado em 1978. Em 2010 a equipa masculina profissional disputa a Liga Española de Baloncesto (Adecco LEB Plata) e foi várias vezes campeã regional da Estremadura. Tem equipas masculinas e femininas de todos os escalões etários, exceto seniores femininos.
Além destes clubes, a cidade tem outras associações desportivas, como o clube de basquete Nardeiros Plasencia, dois clubes de natação, o Clube de Natação de Plasencia e a Associação Desportiva Plasencia 96, e o Clube Desportivo Parque de Monfragüe, entre muitas outras.